# بليك بيل
بليك بيل (بالإنجليزية: Blake Bell)‏ هو لاعب كرة قدم أمريكية أمريكي، ولد في 7 أغسطس 1991 في ويتشيتا في الولايات المتحدة.

## وصلات خارجية
- بليك بيل على موقع مرجع كرة القدم المحترفة.كوم (الإنجليزية)